# AC Cars Limited
AC Cars Limited war ein Hersteller von Automobilen auf der Insel Malta.

## Unternehmensgeschichte
Das Unternehmen war das Nachfolgeunternehmen der britischen AC Cars. Der Firmensitz war in Sliema, während sich das Werk in Ħal-Far befand. Gegründet wurde es je nach Quelle 2002, 2004 oder 2005. Inhaber war Alan Lubinsky. Die Produktion von Automobilen begann. Der Markenname lautete AC. John Owen war der Chefingenieur. Im August 2006 beschäftigte das Unternehmen 15 Mitarbeiter. Die Produktion erfolgte in Handarbeit. Die Fahrzeuge wurden auch in die USA verkauft. Die Produktion endete je nach Quelle 2007, 2008 oder 2009. Nachfolger wurde AC Automotive aus Straubenhardt in Deutschland.
AC Cars Manufacturing (USA) aus den USA war Lizenznehmer und plante die Produktion in einem Werk in Connecticut. Ob dort tatsächlich Fahrzeuge produziert wurden, ist unklar.

## Fahrzeuge
Ein Modell war der AC Mk V, nach dem Vorbild des AC Cobra. Dies war ein zweisitziger Roadster. Die Karosserie bestand aus mit Kohlenstofffasern verstärktem Kunstharz. Ein V8-Motor von Ford mit 5000 cm³ Hubraum und 340 PS (250 kW) Leistung war vorne im Fahrzeug montiert und trieb die Hinterachse an. Im August 2006 wurde das erste komplette Fahrzeug ins Vereinigte Königreich exportiert. 2007 entstanden von der Ausführung mit Rechtslenkung vier Exemplare. Das Modell war laut einer Quelle von 2004 bis 2007 in Produktion.
Darüber hinaus werden die Modelle AC Ace als offener Zweisitzer, AC Mamba als Coupé-Version des Cobra und AC Mk VI als Variante des AC Mk V genannt. Der AC Mk VI wurde allerdings erst von einem Nachfolgeunternehmen gefertigt.
Silverstone Auctions bot am 23. Juli 2011 einen AC Mk V von 2007 auf einer Auktion an, erwartete einen Preis von 40.000 bis 50.000 Pfund, versteigerte das Fahrzeug allerdings nicht.